# Curculio glandium
Curculio glandium är en skalbaggsart som beskrevs av Thomas Marsham 1802. Curculio glandium ingår i släktet Curculio, och familjen vivlar. Arten har ej påträffats i Sverige.

## Bildgalleri

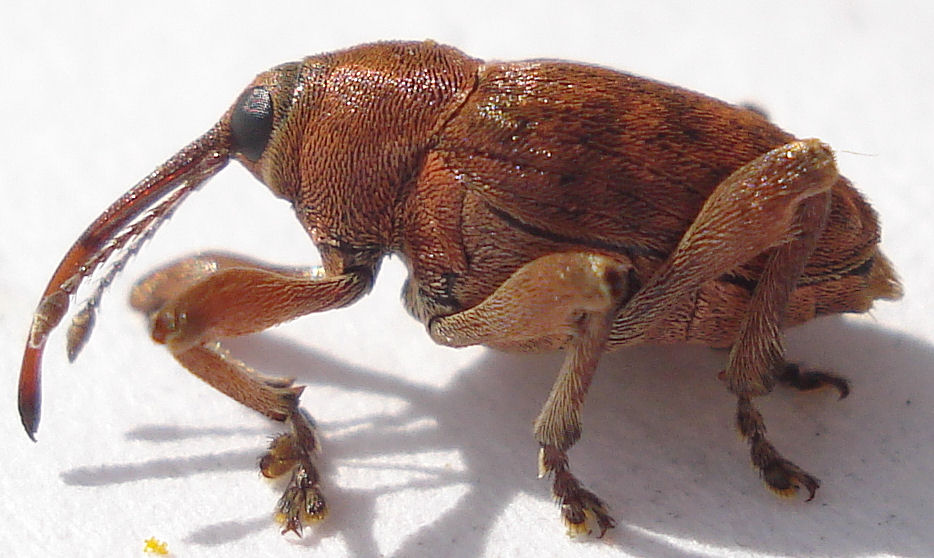
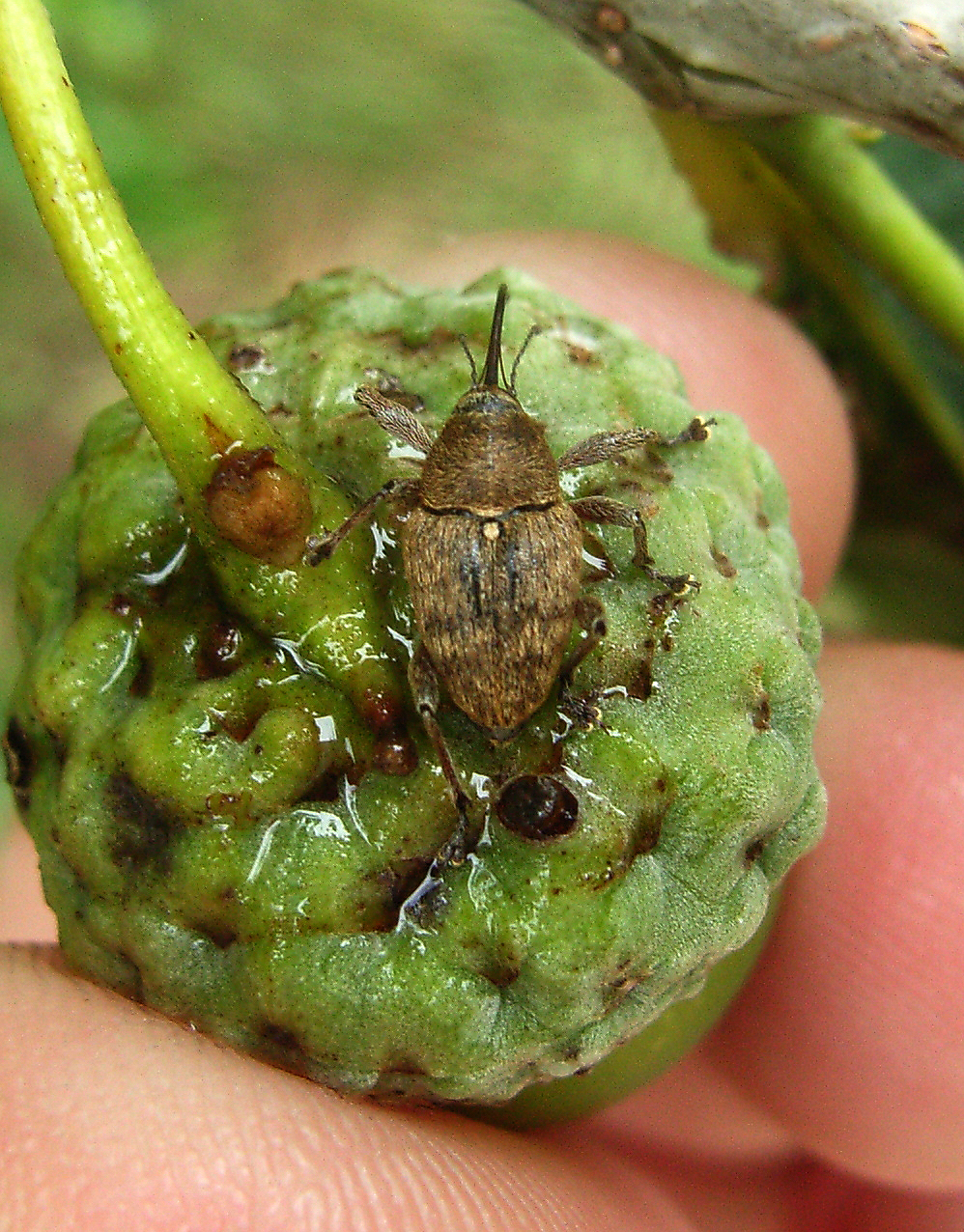
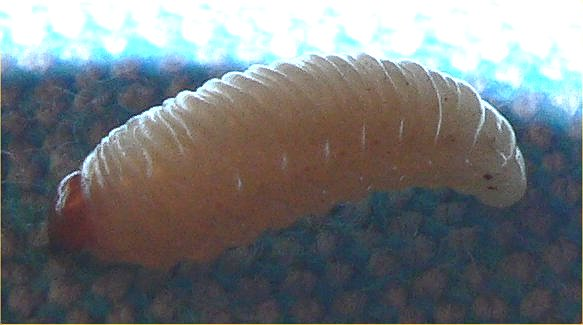